# توبیاس مهلر
توبیاس مهلر (به انگلیسی: Tobias Mehler) (زاده ۲۳ می ۱۹۷۷) بازیگر کانادایی است.
از کارهای معروف او می‌توان به بازی در فیلم سابرینا جادوگر نوجوان اشاره کرد.